# Sascha Dickel
Sascha Dickel (* 1978) ist ein deutscher Soziologe.

## Leben
Nach dem Magister Artium 2005 (Politologie, Soziologie, Rechtsphilosophie) war er von 2012 bis 2014 wissenschaftlicher Mitarbeiter am Institut für ökologische Wirtschaftsforschung in Berlin. Nach der Promotion zum Dr. phil. 2010 in Soziologie an der Universität Bielefeld war er von 2017 bis 2021 Juniorprofessor für Mediensoziologie an der Johannes Gutenberg-Universität Mainz. Nach der Habilitation 2019 (Venia Legendi: Soziologie) an der TU München ist er seit 2021 Universitätsprofessor für Mediensoziologie und Gesellschaftstheorie in Mainz.

## Schriften (Auswahl)
- mit Rolf Steltemeier, Sandro Gaycken und Tobias Knobloch (Hg.): Neue Utopien. Zum Wandel eines Genres. Heidelberg 2009.
- Enhancement-Utopien. Soziologische Analysen zur Konstruktion des Neuen Menschen. Baden-Baden 2011.
- mit Martina Franzen und Christoph Kehl (Hg.): Herausforderung Biomedizin – Gesellschaftliche Deutung und soziale Praxis. Bielefeld 2011.
- mit Ulrich Petschow und Jan-Peter Ferdinand (Hg.): The Decentralized and Networked Future of Value Creation. 3D Printing and its Implications for Society, Industry, and Sustainable Development. Dordrecht 2016.
- Prototyping Society. Zur vorauseilenden Technologisierung der Zukunft. Bielefeld 2019.
- mit Nils Heyen und Anne Brüninghaus (Hg.): Personal Health Science. Persönliches Gesundheitswissen zwischen Selbstsorge und Bürgerforschung. Wiesbaden 2019.
- mit Sabine Maasen und Christoph Schneider (Hg.): TechnoScienceSociety. Technological Reconfigurations of Science and Society. Cham 2020.
- (Hg.): Soziologie der Nachhaltigkeit. Bielefeld 2021.